# 킴 레이놀즈
킴벌리 케이 레이놀즈(Kimberly Kay Reynolds, 1959년 8월 4일 ~ )은 미국의 정치인으로 현재 아이오와주 주지사이다.

## 학력
- 아이오와 주립 대학교 교양 학사

## 경력
- 2009.01 ~ 2011.01 아이오와주 제48구 상원의원
- 2011.01 ~ 2017.05 제46대 아이오와 부지사
- 2017.05 ~ 2027.01 제43대 아이오와 주지사

## 역대 선거 결과
| 선거명      | 직책명                     | 대수 | 정당   | 득표율 | 득표수    | 결과 | 당락                 |
| ----------- | -------------------------- | ---- | ------ | ------ | --------- | ---- | -------------------- |
| 2008년 선거 | 상원의원 (아이오와 제48부) | 83대 | 공화당 | 52.94% | 14,274표  | 1위  | 아이오와 주의원 당선 |
| 2010년 선거 | 아이오와 부지사            | 46대 | 공화당 | 52.81% | 592,494표 | 1위  | 아이오와 부지사 당선 |
| 2014년 선거 | 아이오와 부지사            | 46대 | 공화당 | 58.99% | 666,023표 | 1위  | 아이오와 부지사 당선 |
| 2018년 선거 | 아이오와 주지사            | 43대 | 공화당 | 50.26% | 667,275표 | 1위  | 아이오와 주지사 당선 |
| 2022년 선거 | 아이오와 주지사            | 43대 | 공화당 | 58.04% | 709,198표 | 1위  | 아이오와 주지사 당선 |